# Mohammad Tauhedul Islam
Mohammad Tauhedul Islam ist ein Diplomat aus Bangladesch.

## Werdegang
Islam trat in den Auswärtigen Dienst Bangladeschs ein, nachdem er 1998 den ersten Platz bei der Prüfung für den öffentlichen Dienst des Landes belegt hatte. Von 2009 bis 2013 war er Counsellor in der Ständigen Vertretung Bangladeschs bei den Vereinten Nationen in New York. In dieser Zeit wurde er zum stellvertretenden Vorsitzenden des zweiten Ausschusses der 67 Generalversammlung der Vereinten Nationen gewählt. Danach war er bis 2014 Generalkonsul Bangladeschs in Mailand (Italien). Von 2015 bis 2016 diente Islam als Generaldirektor im bangladeschischen Außenministerium, bevor er Generalkonsul von Bangladesch in Kunming, in der Volksrepublik China wurde.
Am 8. Juni 2020 wurde Islam zum bangladeschischen Hochkommissar in Singapur ernannt. Seine  Akkreditierung übergab er an Singapurs Präsident Halimah Yacob am 29. September 2020. Am 11. November 2021 übermittelte Islam, aufgrund der COVID-19-Pandemie virtuell, seine Zweitakkeditierung für Osttimor. Bisher war die bangladeschische Botschaft im indonesischen Jakarta für Osttimor zuständig.